# 太田松次郎
太田 松次郎（おおた まつじろう、1863年3月28日（文久3年2月8日）- 1886年（明治19年）2月19日）は、明治時代の自由民権運動家である。

## 経歴・人物
三河の幡豆郡一色村（現在の愛知県西尾市）に豪商の家系の子として生まれる。若くして自由民権運動に参加し、内藤魯一らと共に国会の開設に携わった。その後は自由党に入党し同党の本部で様々な活動の補佐に携わり、1880年（明治13年）には政治活動をまとめた著書である『政法論』を執筆する。
翌1881年（明治14年）には『自由権理論』の出版にも携わり、後に東京や横浜を中心に日本各地で演説活動や新聞および雑誌といったマスメディアに論説を発表することにも力を入れた。これによって太田は自由民権運動家として名を馳せ、晩年の1883年（明治16年）には故郷で同志と共に英語学校の設立に携わり校長として勤務した。
1886年（明治19年）2月19日、脳溢血のため死去。